# یواس‌اس ساگاس (ال‌اس‌وی-۴)
یواس‌اس ساگاس (ال‌اس‌وی-۴) (به انگلیسی: USS Saugus (LSV-4)) یک کشتی بود که طول آن ۴۵۸ فوت (۱۴۰ متر) بود. این کشتی در سال ۱۹۴۳ ساخته شد.